# Argemil (Sarria)
Argemil (llamada oficialmente Santalla de Arxemil) es una parroquia y una aldea española del municipio de Sarria, en la provincia de Lugo, Galicia.

## Otras denominaciones
La parroquia también es conocida por el nombre de Santa Eulalia de Arxemil.

## Organización territorial
La parroquia está formada por ocho entidades de población, constando siete de ellas en el nomenclátor del Instituto Nacional de Estadística español:

### Entidades de población
Entidades de población que forman parte de la parroquia:
- A Pena
- Arxemil
- Guillade
- Pacio (O Pacio)
- Penelas
- Santalla

### Despoblados
Despoblados que forman parte de la parroquia:
- Cruceiro (O Cruceiro)
- Mazo (O Mazo)

## Demografía

### Parroquia
| Gráfica de evolución demográfica de Argemil (parroquia) entre 2000 y 2021 |
|                                                                           |
| Datos según el nomenclátor publicado por el INE.                          |

### Aldea
| Gráfica de evolución demográfica de Arxemil (aldea) entre 2000 y 2021 |
|                                                                       |
| Datos según el nomenclátor publicado por el INE.                      |